# Скляевское сельское поселение
Скляевское сельское поселение — муниципальное образование в Рамонском районе Воронежской области.
Административный центр — село Скляево.

## География
Скляевское сельское поселение находится в центральной части Рамонского муниципального района Воронежской области, на правобережье реки Дон. Территория сельского поселения граничит на севере с Липецкой областью, на востоке – с Горожанским сельским поселение, на юге – с Новоживотинновским сельским поселением и Семилукским муниципальным районом, на западе – с Большеверейским сельским поселением Рамонского муниципального района.
Значительную часть территории в границах муниципального образования занимают земли сельскохозяйственного назначения. На территории поселения расположено несколько небольших лесных массивов. Поверхностные воды на территории поселения представлены водными объектами, относящиеся к бассейну средней части р. Дон, а также территорию пересекает река Большая Верейка, в которую впадает небольшой приток – река Каверье. Имеется несколько прудов и ручьев.

## Административное деление
В состав поселения входят:
- село Скляево,
- деревня Вериловка,
- деревня Гнездилово,
- село Нижняя Верейка,
- деревня Ольховатка,
- село Скляево 4-е,
- село Скляево 5-е.

## Экономика
Экономическая база Скляевского сельского поселения представлена предприятием ЗАО  «Сельские зори». Сельское хозяйство в Скляевском сельском поселении является единственной и основной отраслью экономики.

## Социальная сфера

### Образование
На территории Скляевского сельского поселения функционирует МОУ Скляевская СОШ на 192 места и  МДОУ Скляевский детский сад на 15 мест.

### Здравоохранение
На территории Скляевского сельского поселения функционируют 3 фельдшерско-акушерских пункта:
в селе Скляево на ул. Центральная,1;
в селе Нижняя Верейка на ул. 50-летия Октября, 72;
в деревне Ольховатка на ул. Веселая, 73.